# 莪术呋喃二烯酮
莪术呋喃二烯酮是一种倍半萜类有机化合物，分子式C15H18O2，存在于姜黄属的莪术（Curcuma zedoaria）等植物中。